# Женская сборная Ямайки по кёрлингу
Женская сборная Ямайки по кёрлингу — представляет Ямайку на международных соревнованиях по кёрлингу. Управляющей организацией выступает Ассоциация кёрлинга Ямайки (англ. Curling Jamaica).

## Результаты выступлений

### Панконтинентальный чемпионат
| Год  | Место | И | В | П | Состав (четвёртый/скип, третий, второй, первый, запасной, тренер)                                                                      |
| ---- | ----- | - | - | - | --- |
| 2023 | 10    | 7 | 5 | 2 | Cristiene Hall (скип), Madeleine Spurgeon, Stephanie Chen, Margot Shepherd-Spurgeon                                                    |
| 2024 | 10    | 9 | 6 | 3 | Madeleine Spurgeon, Stephanie Chen, Margot Shepherd-Spurgeon (скип), Alexandra Marriott, запасной: Theresa Chen, тренер: Art Leganchuk |